# Пелагея (альбом)
«Пелагея» — дебютный альбом российской фолк-исполнительницы Пелагеи, выпущенный в 2003 году на лейбле Feelee Records. Помимо дебюта альбом является ретроспективой записей разных лет, сделанных начинающей певицей с 10-летнего возраста.

## Список композиций
| №   | Название                                  | Место и время записи                     | Длительность |
| --- | ----------------------------------------- | ---------------------------------------- | ------------ |
| 1.  | «Любо, братцы, любо»                      | студия «Мосфильм», 1997                  | 5:50         |
| 2.  | «Я ехала домой»                           | Санкт-Петербург, 1997                    | 2:24         |
| 3.  | «Позарастали стёжки-дорожки»              | студия «Мосфильма», 1997                 | 3:16         |
| 4.  | «Не вечерняя»                             | студия ГДРЗ, 1997                        | 4:07         |
| 5.  | «Думы» (автор — Юлий Ким)                 | студия ГДРЗ, 1997                        | 3:00         |
| 6.  | «Вечериночная»                            | клуб «Китайский Лётчик Джао Да», 2000-01 | 0:49         |
| 7.  | «Отжил я свой век. Духовный стих»         | клуб «Китайский Лётчик Джао Да», 2000-01 | 1:55         |
| 8.  | «Не для тебя»                             | клуб «Китайский Лётчик Джао Да», 2000-01 | 3:14         |
| 9.  | «Не уходи»                                | музыка к фильму «Азазель», 2001          | 2:24         |
| 10. | «Рождественская»                          | «Студия на Таганке», 2003                | 4:47         |
| 11. | «Казак»                                   | «Студия на Таганке», 2003                | 4:21         |
| 12. | «Раным-рано»                              | «Студия на Таганке», 2003                | 5:05         |
| 13. | «Сидел Ваня на диване»                    | «Студия на Таганке», 2003                | 2:31         |
| 14. | «Когда мы были на войне»                  | «Студия на Таганке», 2003                | 3:20         |
| 15. | «Фонтанка»                                | «Студия на Таганке», 2003                | 2:57         |
| 16. | «Любо, братцы любо» (акустическая версия) | «Студия на Таганке», 2003                | 5:25         |

## Участники записи
- Пелагея — вокал
- Государственный академический русский хор имени А. В. Свешникова под управлением И. Раевского (1)
- Оркестр народных инструментов имени Осипова под управлением Н. Калинина (1, 3)
- Борис Андрианов — виолончель (1, 3, 4)
- Валерий Долгин — гитара (1, 3, 4)
- Алексей Зубарев — гитара (2)
- Г. Осмоловский — скрипка (4)
- Ансамбль «Забузоры» (Чита), хормейстер Е. Михайлова (5)
- Макс Леонов — гитара (9)
- Павел Дешура — гитара, бас-гитара, балалайка (10-16)
- Александр Долгих — баян (10-16)
- Владимир Белов — перкуссия (10-16)